# Gipsurt
Gipsurt eller Brudeslør (Gypsophila) er en slægt med flere end 100 arter, der er udbredt i Nordafrika, Mellemøsten, Kaukasus, Centralasien, Sibirien, det Indiske subkontinent og det sydlige og østlige Europa. Den største variation findes i Middelhavsområdet. Det er en- eller flerårige urter eller sjældnere halvbuske med modsatte, tykke og smalle, ofte blågrønne blade. Blomsterne er samlet i store, mere eller mindre løse stande. De enkelte blomster er 5-tallige og regelmæssige med stribede bægerblade og hvide eller lyserøde kronblade. Frugterne er kapsler med mange frø.
| Beskrevne arter |

- Enårig Brudeslør (Gypsophila elegans)
- Mur-Gipsurt (Gypsophila muralis)
- Tue-Gipsurt (Gypsophila nana)
- Flerårig Brudeslør (Gypsophila paniculata)
- Dværg-Gipsurt (Gypsophila repens)
- Klæbrig Gipsurt (Gypsophila viscosa)

| Andre arter |

| - Gypsophila acutifolia - Gypsophila altissima - Gypsophila aretioides - Gypsophila arrostii - Gypsophila cerastioides - Gypsophila davurica - Gypsophila fastigiata - Gypsophila glandulosa - Gypsophila globulosa - Gypsophila libanotica - Gypsophila oldhamiana - Gypsophila pacifica | - Gypsophila perfoliata - Gypsophila petraea - Gypsophila pilosa - Gypsophila ruscifolia - Gypsophila scorzonerifolia - Gypsophila sericea - Gypsophila silenoides - Gypsophila struthium - Gypsophila tenuifolia - Gypsophila uralensis - Gypsophila venusta |